# Nathalie Fontanet

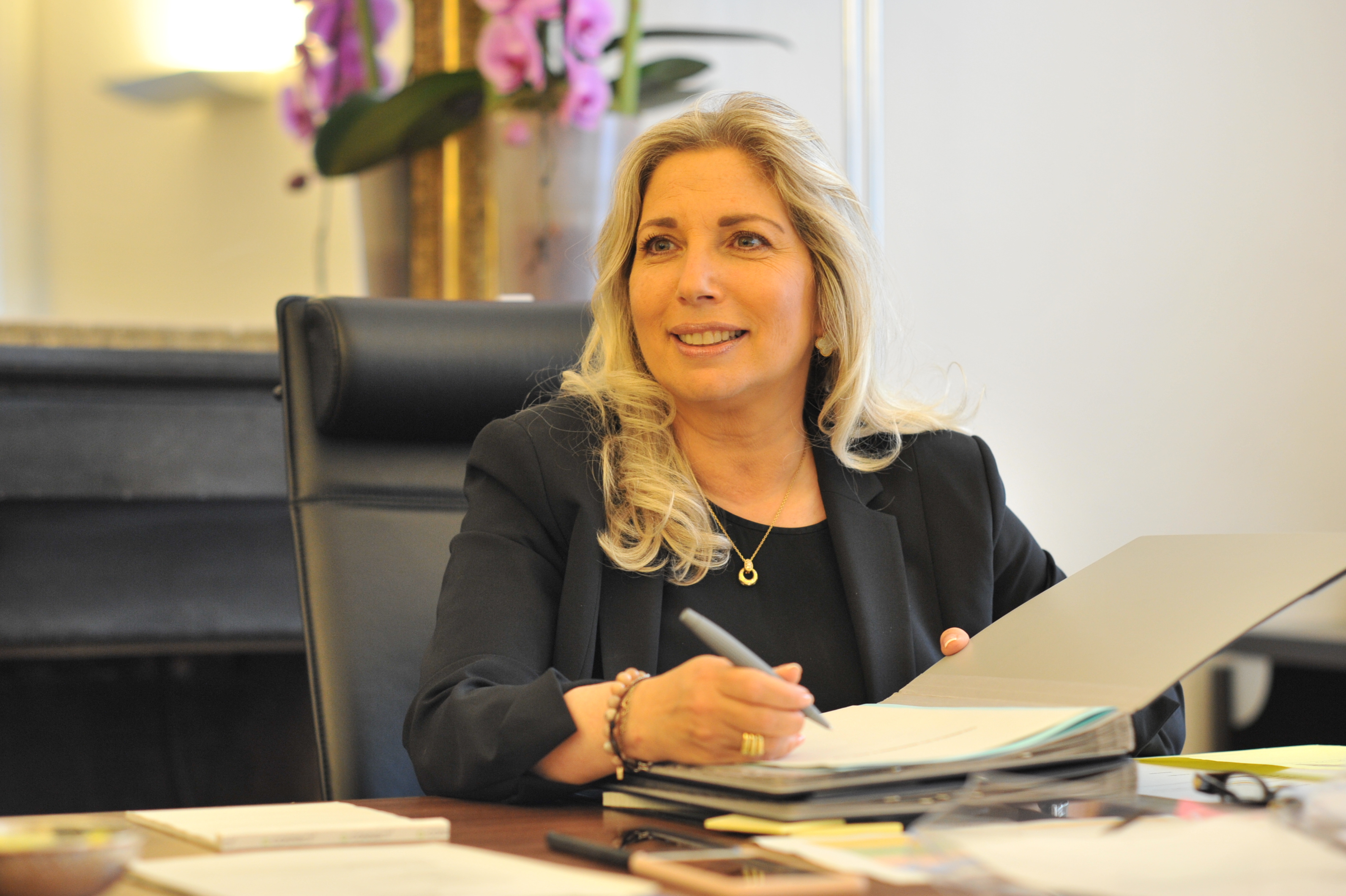
Nathalie Fontanet im Jahr 2018

Nathalie Fontanet (geboren am 8. Januar 1965 in Saint-Julien-en-Genevois, Frankreich als Nathalie Ugols; heimatberechtigt in Thônex) ist eine Schweizer Politikerin (FDP). Sie ist seit dem Jahr 2018 Finanzvorsteherin der Regierung des Kantons Genf.

## Leben
Nathalie Fontanet wurde als Enkelin jüdischer Einwanderer aus Russland und Polen in Saint-Julien-en-Genevois bei Genf geboren. Im Jahr 1985 bestand sie die Maturität im Kanton Genf, woraufhin sie den ehemaligen Präsidenten der CVP des Kantons Genf, Benedict Fontanet heiratete. Nach ihrer Scheidung begann sie ein Studium der Rechtswissenschaften, das sie im Jahr 2003 an der Universität Genf beendete. Im Jahr 2005 absolvierte sie die Anwaltsprüfung des Kantons Genf.

## Politischer Werdegang
Im Jahr 2003 trat sie der FDP des Kantons Genf bei und wurde im selben Jahr Abgeordnete des Stadtparlaments von Genf. Im Jahr 2007 rückte sie für Christian Lüscher, der nunmehr als Genfer Nationalrat in Bern politisierte, in das Genfer Kantonsparlament nach. Im Jahr 2018 wurde sie schliesslich in die Regierung des Kantons Genf gewählt und führt nunmehr als siebte Frau in der Geschichte des Kantons das Finanzdepartement.